# Шенекен
Шенекен (њем. Schönecken) општина је у њемачкој савезној држави Рајна-Палатинат. Једно је од 235 општинских средишта округа Ајфелкрајс Битбург-Прим. Према процјени из 2010. у општини је живјело 1.515 становника. Посједује регионалну шифру (AGS) 7232304.

## Географски и демографски подаци
Шенекен се налази у савезној држави Рајна-Палатинат у округу Ајфелкрајс Битбург-Прим. Општина се налази на надморској висини од 400–550 метара. Површина општине износи 13,4 km². У самом мјесту је, према процјени из 2010. године, живјело 1.515 становника. Просјечна густина становништва износи 113 становника/km².